# Otto Senn

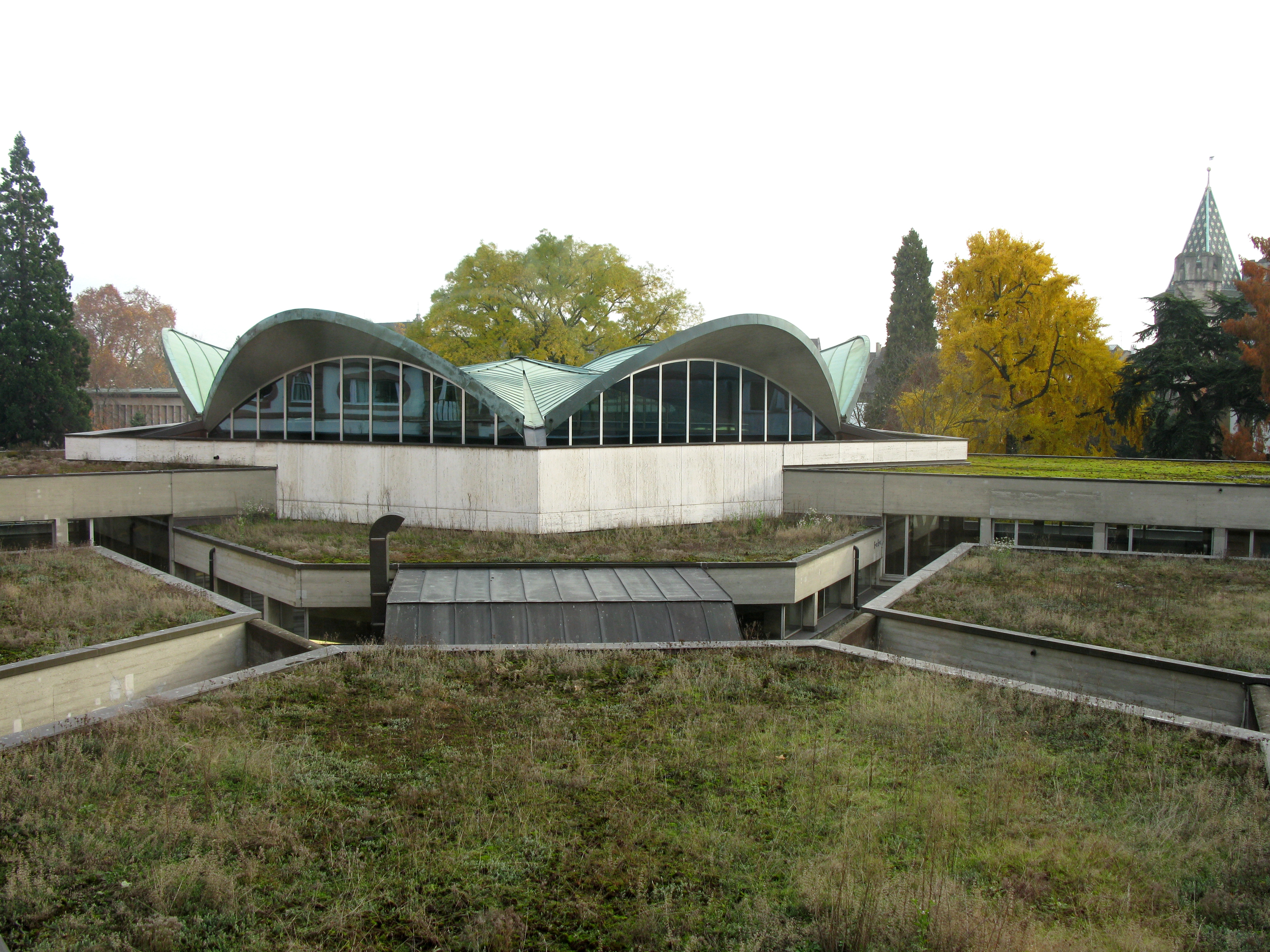
Biblioteca de la Universidad de Basilea (1962-1968)

Otto Heinrich Senn (Basilea, 19 de noviembre de 1902 - Basilea, 4 de mayo de 1993) fue un arquitecto racionalista suizo.

## Trayectoria
Estudió en la Escuela Politécnica Federal de Zúrich (1922-1927), donde fue alumno de Karl Moser. Posteriormente pasó una estancia de dos años en Estados Unidos, donde estudió la obra de Frank Lloyd Wright, Richard Neutra, Rudolf Schindler y William Lescaze. En sus inicios colaboró como algunos de los mejores arquitectos de la vanguardia suiza, como Hans Schmidt, Paul Artaria y Rudolf Steiger. En 1933 colaboró con Knud Lönber-Holm en la elaboración de un estudio urbanístico de la ciudad de Detroit cuyos resultados debían ser expuestos en el IV Congreso del CIAM en Atenas. Ese mismo año abrió su propio estudio en Basilea con su hermano, Walter Senn.
En sus obras conjuga el rigor geométrico racionalista con las formas orgánicas expresionistas: villa Turmgut en Gerzensee (1935), edificio Parkhaus Zossen en Basilea (1935-1938), villa en Binningen (1936).
En 1957 participó en la Exposición Internacional de Berlín, más conocida como Interbau, organizada con el objetivo de reconstruir el barrio berlinés de Hansaviertel. Bajo la dirección de Otto Bartning participaron, además de arquitectos alemanes —entre ellos Walter Gropius—, numerosos arquitectos internacionales, como Alvar Aalto, Oscar Niemeyer, Le Corbusier, Eugène Beaudouin, Hugh Stubbins, Raymond Lopez y Pierre Vago. Senn construyó un edificio de apartamentos.
Entre sus obras posteriores destaca la Biblioteca de la Universidad de Basilea (1962-1968), cuya espacialidad es afín a las investigaciones realizadas por entonces por Hans Scharoun.